# Stafford Rangers Football Club
Lo Stafford Rangers Football Club è una società di calcio di Stafford, città dello Staffordshire, in Inghilterra, militante nella Northern Premier League (una delle leghe corrispondenti al settimo livello della piramide calcistica inglese).

## Storia
Dopo varie stagioni trascorse tra Shropshire League, Birmingham & District League e Cheshire County League, il club nel 1969 è stato tra i membri fondatori della Northern Premier League, che per un decennio è stato insieme ad Isthmian League e Southern Football League una delle principali leghe calcistiche inglesi al di fuori della Football League.
Nel 1979 gli Stafford Rangers sono poi stati ammessi al neonato campionato di Alliance Premier League, una sorta di quinta serie (anche se fino al 1986 non esisteva nessun formale meccanismo di promozioni e retrocessioni da e per la Football League), in cui ha militato dal 1979 al 1983 e successivamente, dopo un nuovo triennio in Northern Premier League, nuovamente dal 1986 al 1995. Dopo quasi un decennio in Southern Football League (incluse anche alcune stagioni nella Midland Division di tale lega), nel 2004 il club bianconero è stato ammesso alla neonata Conference League North, che insieme alla corrispettiva divisione South costituiva il nuovo sesto livello del calcio inglese. Nel 2006 vincendo i play-off ha conquistato una nuova promozione in quinta divisione, rimanendovi per un biennio, per poi nel 2011 dopo un lustro in sesta divisione invece retrocedere in Northern Premier League, categoria in cui ha militato per tre stagioni: dal 2014 al 2016 ha infatti giocato nella Division One South della Northern Premier League (ovvero l'ottava divisione), per poi dopo aver vinto tale campionato giocare da quel momento ininterrottamente in settima divisione.
Il club nella sua storia ha inoltre vinto per due volte il FA Trophy (edizioni 1971-1972 e 1978-1979).

## Allenatori
- Roy Chapman (1970-1975)
- Roy Chapman (1977-1980)
- Bobby Thomson (1981-1983)
- Ian Painter (1998-2002)
- Barry Powell (2002-2003)
- Steve Bull (2008)
- Tim Flowers (2010-2011)
- Matt Elliott (2011)

## Palmarès

### Competizioni nazionali
- FA Trophy: 2

1971-1972, 1978-1979
- Northern Premier League: 2

1971-1972, 1984-1985
- Conference League Cup: 1

1985-1986

### Competizioni regionali
- Southern Football League Division One West: 1

1999-2000
- Northern Premier League Division One South: 1

2015-2016
- Birmingham & District League: 2

1926-1927, 1935-1936
- Birmingham Combination: 1

1913-1914
- Staffordshire Senior Cup: 12

1954–1955, 1956–1957, 1962–1963, 1971–1972, 1977–1978, 1986–1987, 1991–1992, 2002–2003, 2004–2005, 2014–2015, 2017–2018, 2018–2019
- Walsall Senior Cup: 1

2013-2014